# José Matos (hiszpański piłkarz)
José Joaquín Matos García (ur. 6 maja 1995 w Utrerze) – hiszpański piłkarz występujący na pozycji obrońcy w Cádiz CF.